# Vara Laat
Vara Laat was een televisieprogramma van de VARA dat vanaf 29 september 2003 tot in 2004 werd uitgezonden op de late avond van maandag tot en met donderdag. Doordat de herhaling van Kopspijkers later op maandag viel was het programma alleen te zien van dinsdag tot en met donderdag. Het programma blikte op humoristische wijze terug op de actualiteit van de dag. De presentatie was afwisselend in handen van Dolf Jansen en Claudia de Breij, en toen Dolf Jansen een tijdje niet kon vanwege zijn oudejaarsconference nam Klaas van der Eerden tijdelijk het stokje over.
Een vast onderdeel was "Café de Wereld", een computeranimatie waarin animaties van bekende Nederlanders een virtueel café bezoeken. Een ander kenmerkend onderdeel was de oneliner aan het einde van het programma, waarin de presentator of presentatrice het licht nog één keer aandeed om een opmerking te maken. Verder trad er elke uitzending een cabaretier op die iets speelde uit zijn programma, waaronder Kees Torn. 
Vanaf 4 januari 2005 werd dit programma uitgezonden onder de titel Vara Live. Dit omdat het niet meer na elven wordt uitgezonden, maar eerder, rond vijf voor acht. Bovendien werd Vara Live, zoals de naam al zegt, rechtstreeks uitgezonden, terwijl Vara Laat enkele uren voor de uitzending werd opgenomen. Verder werd het programma niet of nauwelijks gewijzigd.
Vara Live keerde na de zomervakantie van 2005 niet terug, maar het concept werd in een nieuw jasje gegoten bij De Wereld Draait Door.